# Брезегард-Пихер
Брезегард-Пихер (нем. Bresegard bei Picher) — община в Германии, в земле Мекленбург-Передняя Померания.
Входит в состав района Людвигслуст. Подчиняется управлению Хагенов-Ланд.  Население составляет 322 человека (на 31 декабря 2010 года). Занимает площадь 16,57 км².